# Grorud Station
 Ikke at forveksle med Grorud Station (Hovedbanen).
Grorud Station (Grorud stasjon) er en metrostation på Grorudbanen på T-banen i Oslo. Stationen ligger ved Grorud Senter i bydelen Grorud mellem Ammerud og Romsås Stationer. Den åbnede 16. oktober 1966 og var indtil 1974 endestation for Grorudbanen. Banen går over jorden fra Ammerud frem til stationen, hvorefter den fortsætter i tunnel mod Romsås.
I tilknytning til stationen og centret ligger der en busterminal, der betjenes af flere buslinjer. Desuden ligger Riksvei 4, Trondheimsveien, med stoppesteder i begge retninger lige ved. På den sydlige side af Trondheimsveien ligger Grorud skole og Grorud kirke i gåafstand.